# Conselho das Nações e Regiões
O Conselho das Nações e Regiões (em galês: Cyngor y Cenhedloedd a’r Rhanbarthau) é um órgão político quase intergovernamental do Reino Unido.
Os membros do conselho são os detentores dos cargos de Primeiro-Ministro do Reino Unido, Primeiro-Ministro da Escócia, Primeiro-Ministro do País de Gales, Primeiro e Vice-Primeiro-Ministro da Irlanda do Norte, Prefeito de Londres e as 11 prefeituras de autoridade combinada inglesa.
O conselho é separado do Conselho do Primeiro-Ministro e dos Chefes dos Governos Descentralizados, que reúne apenas os chefes dos governos central e descentralizado do Reino Unido.

## História

### Antecedentes
Em 2022, o Partido Trabalhista publicou um relatório sobre propostas de reforma constitucional de Gordon Brown intitulado Uma Nova Grã-Bretanha: Renovando a nossa Democracia e Reconstruindo a nossa Economia (A New Britain: Renewing our Democracy and Rebuilding our Economy).
Um capítulo do relatório foi dedicado à questão da melhoria das relações intergovernamentais e da devolução.  Uma proposta era a formação de um "Conselho do Reino Unido", que reuniria o primeiro-ministro do Reino Unido e os chefes dos governos descentralizados da Escócia, País de Gales e Irlanda do Norte para gerir as relações e coordenar os esforços entre os quatro governos. Um segundo órgão proposto foi um "Conselho da Inglaterra", presidido pelo primeiro-ministro, que reuniria o prefeito de Londres, prefeitos de autoridades combinadas, representantes do governo local e outras partes interessadas na Inglaterra. Um terceiro órgão proposto foi o "Conselho das Nações e Regiões", que reuniria o primeiro-ministro do Reino Unido, os chefes dos três governos descentralizados, o prefeito de Londres e os prefeitos de autoridade combinada na Inglaterra.

### Estabelecimento

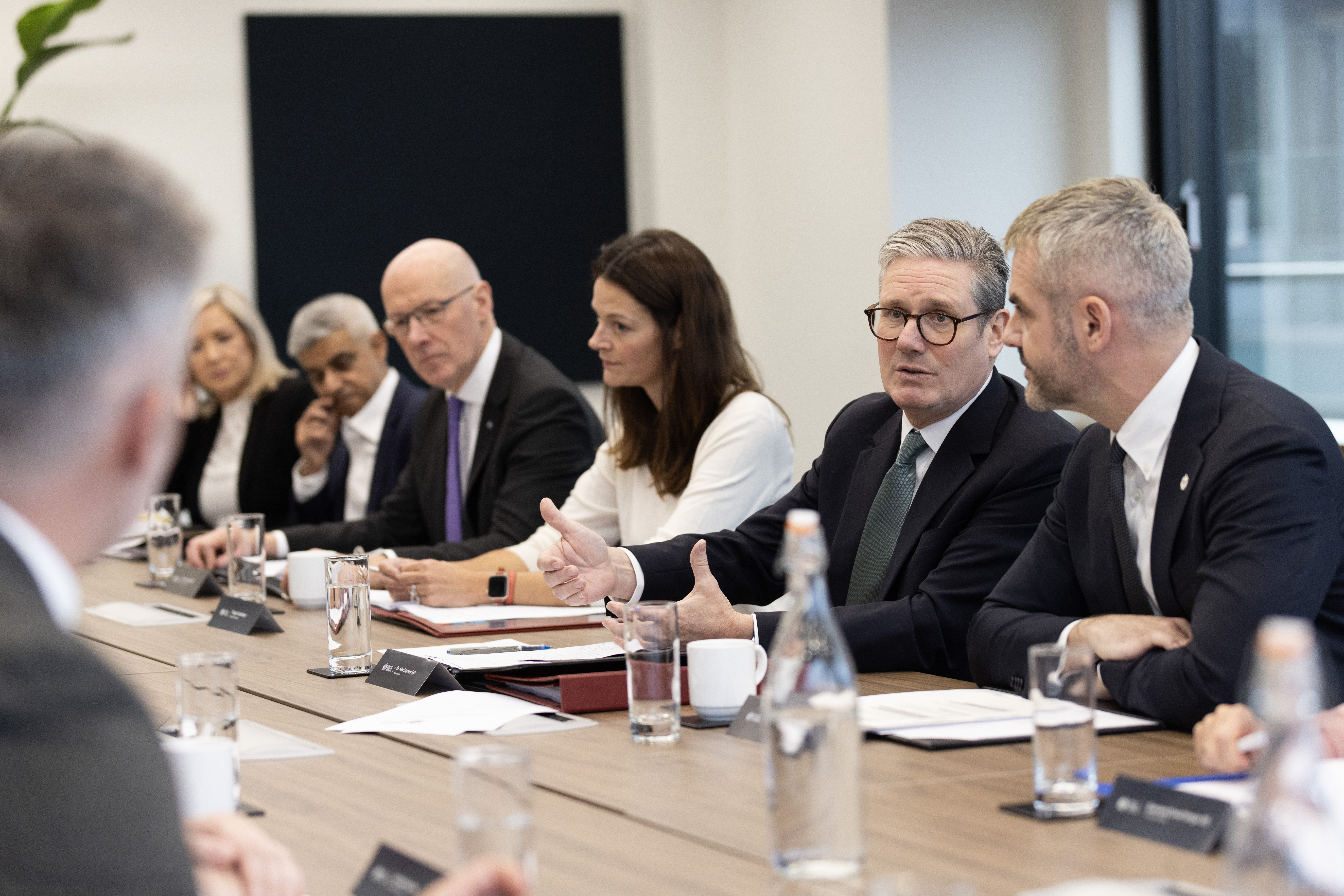
Primeira reunião do conselho, 11 de outubro de 2024

Os planos para um conselho das nações e regiões foram incluídos no manifesto trabalhista para as eleições gerais do Reino Unido de 2024. Após a vitória do Partido Trabalhista nas eleições, em 9 de julho, o novo primeiro-ministro Keir Starmer reuniu-se com os prefeitos da autoridade combinada da Inglaterra e com o prefeito de Londres e anunciou planos para estabelecer um conselho das nações e regiões. O Governo escocês afirmou que não tinha sido informado dos planos antes do anúncio.
Na Conferência do Partido Trabalhista de 2024, o Partido Trabalhista reiterou seu compromisso com as propostas, dizendo que todas as áreas da Inglaterra "deveriam eventualmente ser cobertas pela devolução do prefeito", o que significaria que todas as áreas da Inglaterra seriam representadas no Conselho.
A primeira reunião do Conselho das Nações e Regiões teve lugar a 11 de Outubro de 2024 na capital da Escócia, Edimburgo. O trabalho do conselho será apoiado por um secretariado de funcionários do governo do Reino Unido.

## Membros
Os membros do conselho são os detentores dos cargos de Primeiro-Ministro do Reino Unido, Primeiro-Ministro da Escócia, Primeiro-Ministro do País de Gales, Primeiro e Vice-Primeiro-Ministro da Irlanda do Norte, Prefeito de Londres e as 11 prefeituras de autoridade combinada inglesa.
De acordo com um comunicado de imprensa emitido pelo governo do Reino Unido, o vice-primeiro-ministro do Reino Unido e o ministro das relações intergovernamentais também estarão presentes no conselho, [a] e que outros ministros poderão ser convidados a participar numa base ad hoc. Espera-se que o número de membros do conselho aumente à medida que novas autoridades combinadas de prefeitos sejam estabelecidas na Inglaterra.
Os atuais membros do conselho são: 
| Nome | Nome                 | Autoridade                                         | Posição dentro da autoridade                                                        |
| ---- | -------------------- | -------------------------------------------------- | ----------------------------------------------------------------------------------- |
|      | Keir Starmer         | Governo do Reino Unido                             | - Primeiro-Ministro do Reino Unido - Ministro da União - Ministro da Função Pública |
|      | John Swinney         | Governo da Escócia                                 | Primeiro-Ministro da Escócia                                                        |
|      | Eluned Morgan        | Governo de Gales                                   | Primeiro-Ministro do País de Gales                                                  |
|      | Michelle O'Neill     | Executivo da Irlanda do Norte                      | Primeiro-Ministro da Irlanda do Norte                                               |
|      | Emma Little-Pengelly | Executivo da Irlanda do Norte                      | Vice-Primeiro-Ministro da Irlanda do Norte                                          |
|      | Sadiq Khan           | Greater London Authority                           | Prefeito de Londres                                                                 |
|      | Nik Johnson          | Cambridgeshire and Peterborough Combined Authority | Prefeito de Cambridgeshire e Peterborough                                           |
|      | Claire Ward          | East Midlands Combined County Authority            | Prefeito de Midlands Orientais                                                      |
|      | Andy Burnham         | Greater Manchester Combined Authority              | Prefeito da Grande Manchester                                                       |
|      | Steve Rotheram       | Liverpool City Region Combined Authority           | Prefeito da Região da Cidade de Liverpool                                           |
|      | Kim McGuinness       | North East Combined Authority                      | Prefeito de North East                                                              |
|      | Oliver Coppard       | South Yorkshire Mayoral Combined Authority         | Prefeito de South Yorkshire                                                         |
|      | Ben Houchen          | Tees Valley Combined Authority                     | Mayor of the Tees Valley                                                            |
|      | Richard Parker       | West Midlands Combined Authority                   | Prefeito de Midlands Ocidentais                                                     |
|      | Dan Norris           | West of England Combined Authority                 | Prefeito de West of England                                                         |
|      | Tracy Brabin         | West Yorkshire Combined Authority                  | Prefeito de West Yorkshire                                                          |
|      | David Skaith         | York and North Yorkshire Combined Authority        | Prefeito de York e North Yorkshire                                                  |

## Reuniões

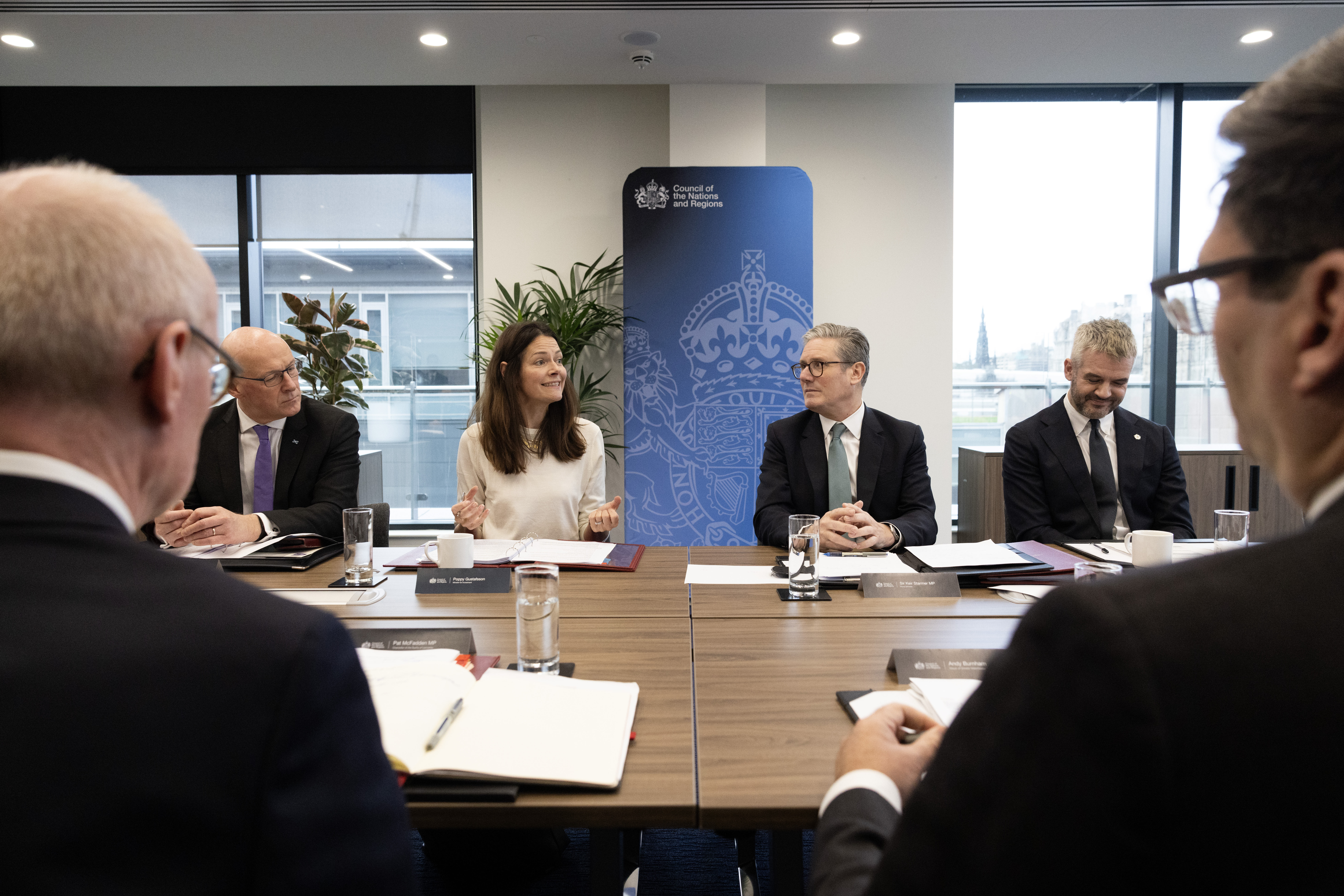
Keir Starmer preside a primeira reunião do conselho em outubro de 2024

A primeira reunião do conselho ocorreu em outubro de 2024. Espera-se que o conselho se reúna duas vezes por ano.
| Reuniões do Conselho das Nações e Regiões | Reuniões do Conselho das Nações e Regiões | Reuniões do Conselho das Nações e Regiões |
| Data                                      | Localização                               | Hóspede                                   |
| ----------------------------------------- | ----------------------------------------- | ----------------------------------------- |
| 11 de outubro de 2024                     | Queen Elizabeth House, Edimburgo          | Escócia                                   |